# Lipiny Górne-Lewki
Lipiny Górne-Lewki is een plaats in het Poolse district  Biłgorajski, woiwodschap Lublin. De plaats maakt deel uit van de gemeente Potok Górny en telt 358 inwoners.